# Lisa Saint Aubin de Terán

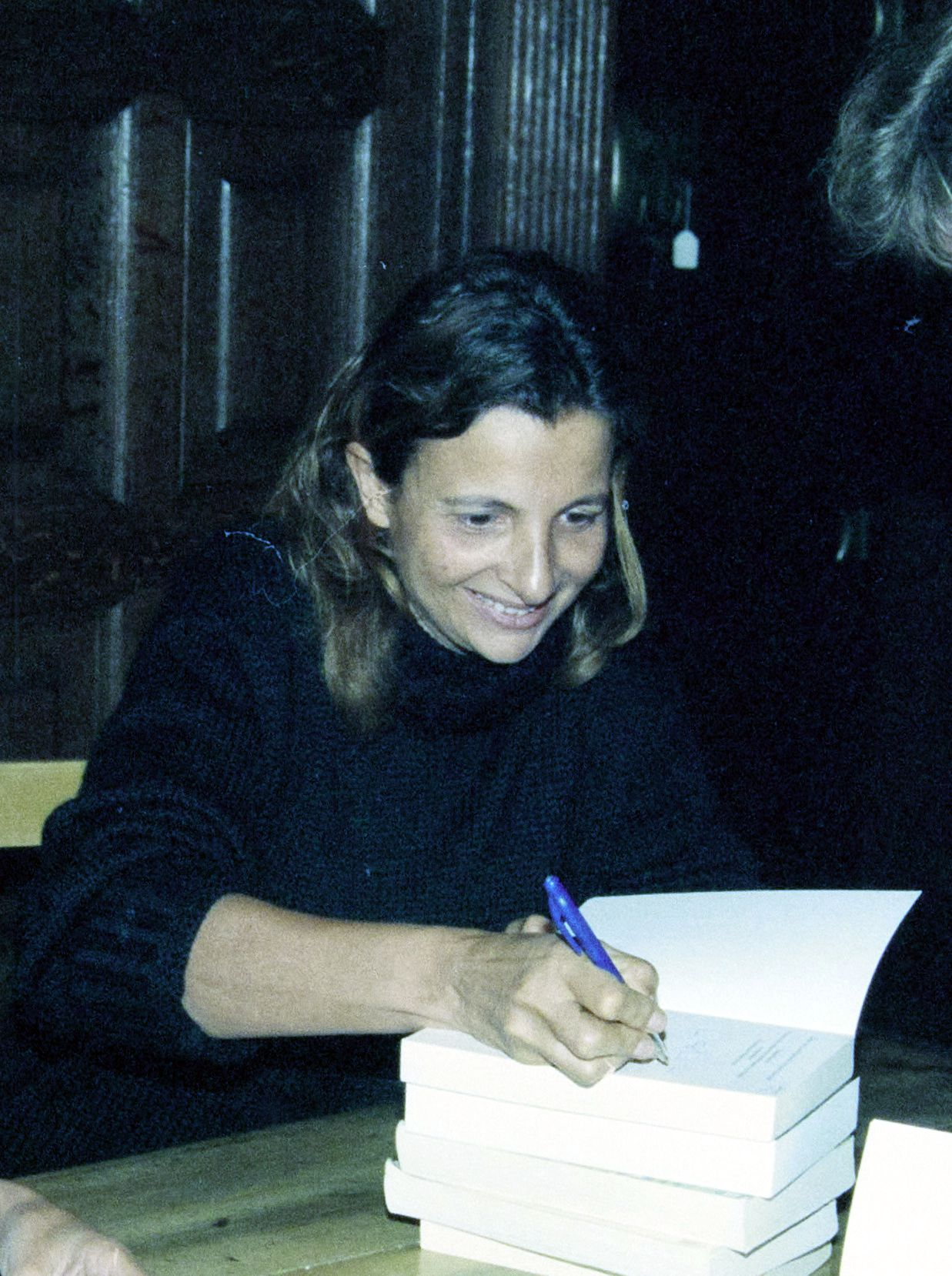
Lisa Saint Aubin de Terán, Haarlem 1999

Lisa Saint Aubin de Terán (* 2. Oktober 1953 in London; vollständiger Name Lisa Gioconda Saint Aubin de Téran, geboren als Lisa Gioconda Saint Aubin) ist eine britische Reisejournalistin und Autorin.

## Leben
Ihr Vater war ein Akademiker aus Britisch-Guayana, ihre Mutter stammt aus England; beide Eltern waren je viermal verheiratet. Im Alter von 16 Jahren begegnete Lisa in London dem venezolanischen Revolutionär und adligen Landbesitzer Jaime de Terán, der doppelt so alt war wie sie, heiratete ihn und ging mit ihm nach Venezuela, wo sie seine Kaffee-Plantage in den Anden leitete, die die Größe Schottlands hatte. Sieben Jahre blieb sie in Venezuela. Nach ihrer Rückkehr heiratete sie den Dichter George MacBeth, mit dem sie in Norfolk lebte. 1982 schrieb sie ihren ersten Roman Keepers of the House und gewann damit den britischen Somerset Maugham Award. Mit Slow Train to Milan gewann sie den John Llewellyn Rhys Prize. Nach ihrer Trennung von Macbeth lebte sie in Italien. Mit ihrem dritten Ehemann, dem Maler Robbie Duff Scott, zog sie 1986 nach Venedig.
Heute ist Lisa Saint Aubin de Terán eine weltweit beachtete Autorin. Viele ihrer Werke haben einen autobiografischen Hintergrund. Sie hat drei Kinder, jeweils eines aus jeder Ehe, sowie einen Enkelsohn und lebt mit ihrem Partner, dem niederländischen Kameramann Mees Van Deth, in Amsterdam. Sie betreiben gemeinsam eine Filmgesellschaft und gründeten in Mosambik die „Terán Foundation.“
Mehrere ihrer Werke wurden von Ebba D. Drolshagen ins Deutsche übersetzt. Sie wurden im Insel Verlag, bei Suhrkamp und bei Hoffmann und Campe veröffentlicht.

## Werke
- 1982: Keepers of the House. Jonathan Cape, London, ISBN 0-224-02001-3 (in den USA als The Long Way Home)
  - Hüter des Hauses. Übersetzt von Ebba D. Drolshagen. Insel, Frankfurt am Main 1996, ISBN 3-458-16762-5.
- 1983: The Slow Train to Milan. Jonathan Cape, London, ISBN 0-224-02077-3.
  - Der Zug nach Mailand. Übersetzt von Ebba D. Drolshagen. Hoffmann und Campe, Hamburg 1999, ISBN 3-455-07689-0.
- 1985: The High Place. Jonathan Cape, London, ISBN 0-224-02813-8.
- 1985: The Tiger. Franklin Watts, London, ISBN 0-531-09706-4.
- 1989: Off the Rails. Memoirs of a Train Addict. Bloomsbury, London, ISBN 0-7475-0011-8.
- 1989: The Marble Mountain and Other Stories. Jonathan Cape, London, ISBN 0-224-02597-X.
  - Der Marmorberg und andere Geschichten. Übersetzt von Ebba D. Drolshagen. Suhrkamp, Frankfurt am Main 1997, ISBN 3-518-39281-6.
- 1990: Joanna. Virago, London, ISBN 1-85381-158-0.
  - Joanna. Übersetzt von Ebba D. Drolshagen. Insel, Frankfurt am Main 1993, ISBN 3-458-16548-7.
- 1992: Nocturne. Hamish Hamilton, London, ISBN 0-241-13148-0.
- 1992: Venice: The Four Seasons. Clarkson Potter, New York, ISBN 0-517-58959-1.
  - Venedig. Die vier Jahreszeiten. Zusammen mit Mick Lindberg. Übersetzt von Ebba D. Drolshagen. Insel, Frankfurt am Main 1996, ISBN 3-458-16759-5.
- 1995: A Valley in Italy. Harper Perennial, New York, ISBN 0-06-092619-8.
  - Ein Haus in Italien. Übersetzt von Ebba D. Drolshagen. Insel, Frankfurt am Main 1999, ISBN 3-458-34217-6.
- 1997: The Hacienda: My Venezuelan Years. Virago, London, ISBN 1-86049-277-0.
  - Gefangen in der Fremde. Meine Jahre in Venezuela. Übersetzt von Ebba D. Drolshagen. Hoffmann und Campe, Hamburg 2001, ISBN 3-455-07690-4.
- 1998: The Virago Book of Wanderlust and Dreams. Virago, London, ISBN 1-86049-417-X (als Herausgeberin)
- 1999: The Palace. Ecco Press, New York, ISBN 0-88001-662-0.
  - Der Palast. Übersetzt von Ebba D. Drolshagen. Suhrkamp, Frankfurt am Main 2003, ISBN 3-518-39684-6.
- 2002: Memory Maps. Virago, London, ISBN 1-86049-930-9.
- 2005: Otto. Virago, London, ISBN 1-86049-757-8.
  - Deckname Otto. Übersetzt von Ebba D. Drolshagen. Insel, Frankfurt am Main 2007, ISBN 978-3-458-17340-3.
- 2009: Mozambique Mysteries. Virago, London, ISBN 978-1-84408-300-8.